# Kort schriftmos
Het kort schriftmos (Alyxoria varia) is een schriftmos behorend tot de familie Lecanographaceae. Het groeit op laanbomen in bossen. De fotobiont is Trentepohlia.

## Kenmerken
Het thallus is glad of fijn gebarsten, bleek tot donkergrijs, soms lichtgeel, groen of dof bruin getint. Het heeft geen kenmerkende kleurreacties: C–, K–, KC–, Pd–, UV–. De lirellate apothecia zijn meestal langwerpig en zelden vertakt. De prothallus is niet duidelijk aanwezig.
De ascus is achtsporig. De ascosporen zijn 4- tot 6-septaat en meten (18-) 20-37 × (5-) 6-9 μm. De middelste cellen iets vergroot, met een dunne epispore en afgeronde uiteinden. Ze worden roodbruin naarmate de leeftijd vordert. Het hymenium is 60 tot 80 μm hoog en kleurt rood in jodium.

## Verspreiding
In Nederland komt het vrij zeldzaam voor. Het is niet bedreigd en staat niet op de rode lijst.

## Foto's

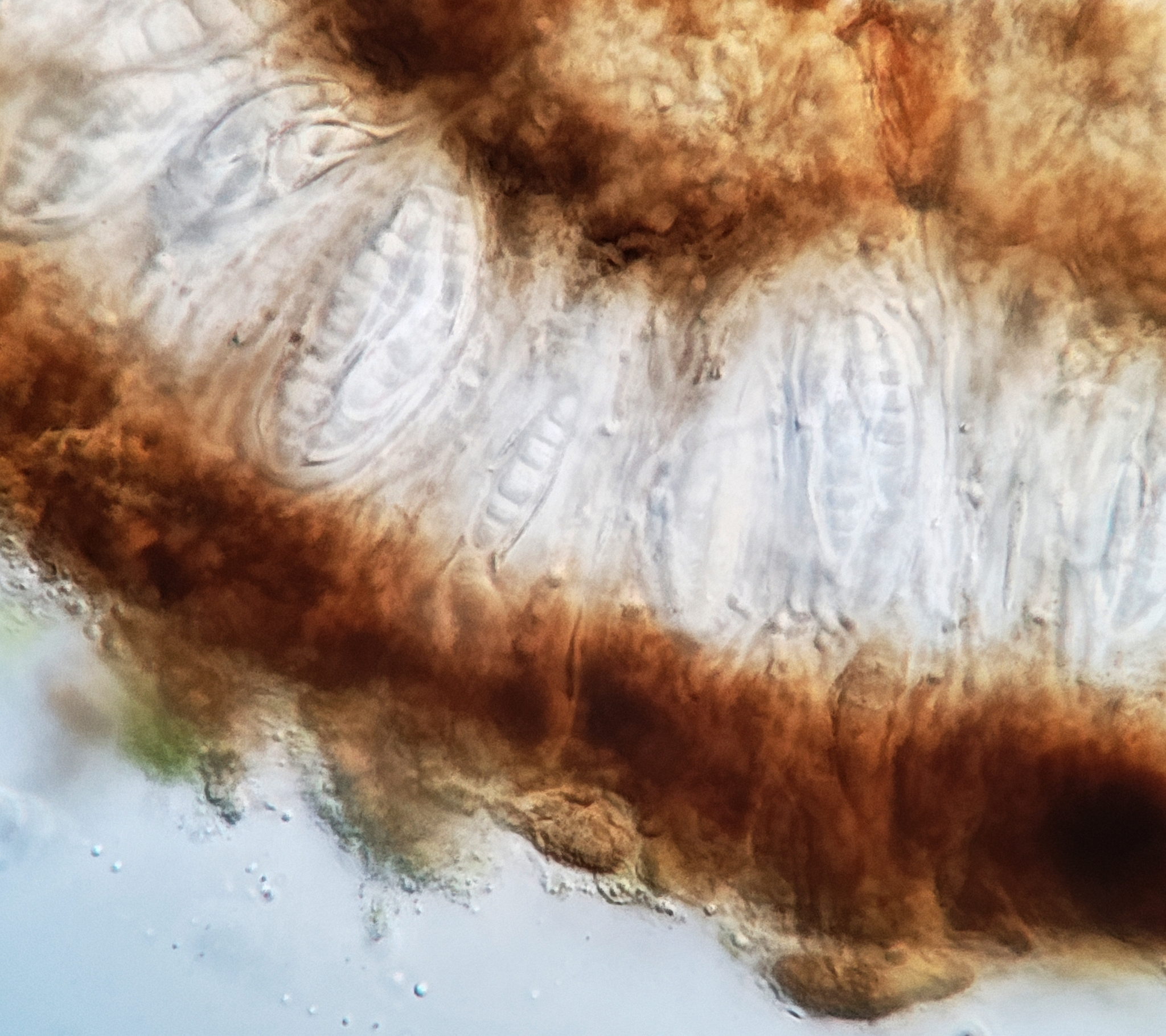
Asci
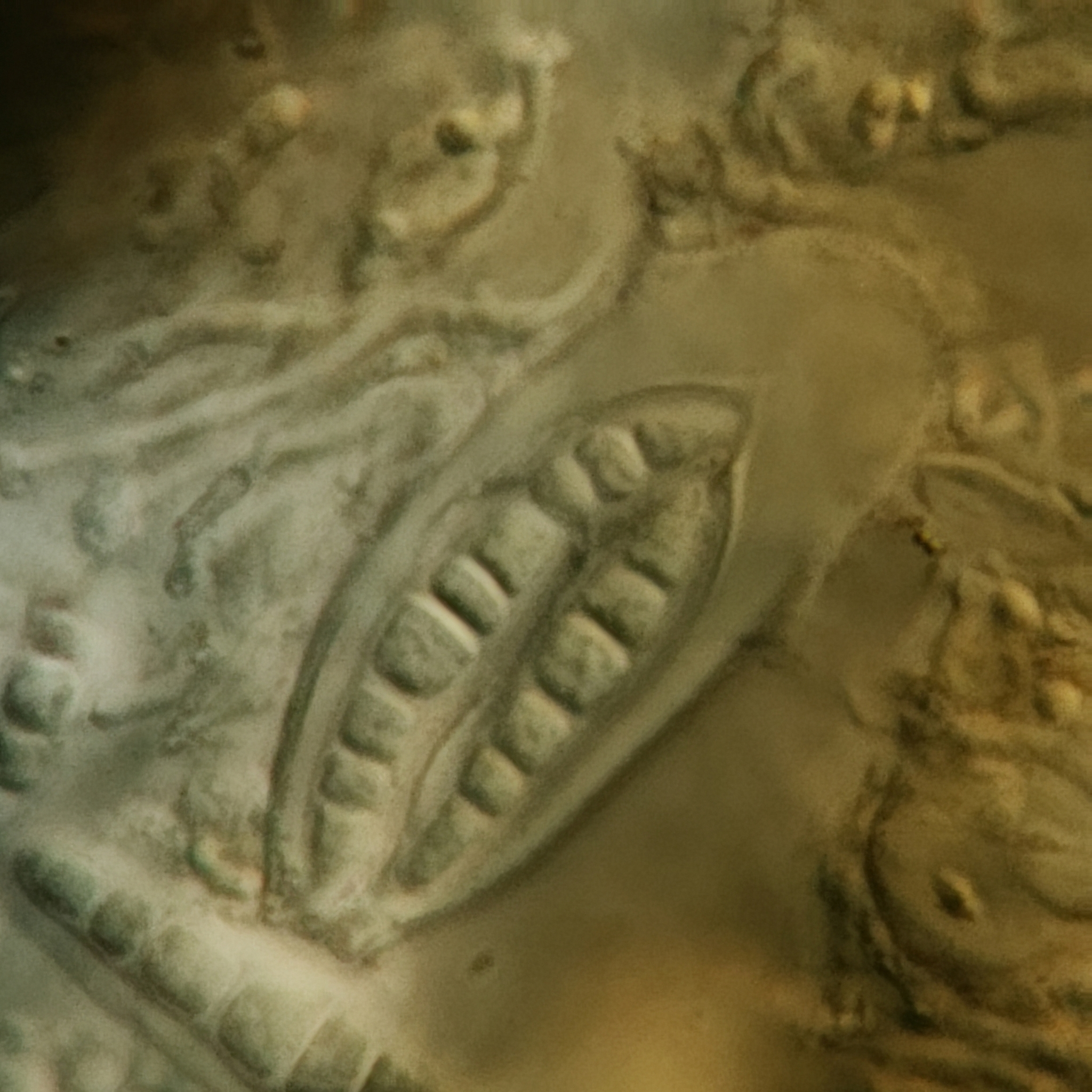
Ascosporen